# Gjallica
Gjallica è una montagna di 2489 metri nel distretto di Kukës in Albania.